# Billy May
Edward William May Jr. (10 de noviembre de 1916 - 22 de enero de 2004), o más conocido como Billy May, fue un compositor, arreglista y trompetista estadounidense. Su álbum Big Band Bash (1952) estuvo en el tercer lugar de los más vendidos en Estados Unidos, Lanzó otros hits como Bacchanalia (1953) Sorta-May (1955) y A Band Is Born (1952) discos que se posicionaron entre los diez más exitosos en Billboard. May escribió arreglos para primeros cantantes como Frank Sinatra, Nat "King" Cole, Peggy Lee, Vic Damone, Bobby Darin, Johnny Mercer, Yma Súmac, Ella Fitzgerald, Jack Jones, Bing Crosby, Tony Sandler y Ralph Young, Nancy Wilson, Rosemary Clooney y Ella Mae Morse. También compuso música para la televisión, como por ejemplo la de The Green Hornet (1966), Batman (con el tema de Batgirl, 1967), y Naked City (1960), y para el cine, como sus colaboraciones en Pennies from Heaven (1981), Cocoon, y Cocoon: El regreso, entre otros títulos.
Como trompetista, en la década de 1940, época de las big bands, May grabó canciones como "Measure for Measure", "Long Tall Mama", y "Boom Shot", con la Orquesta de Glenn Miller, y "The Wrong Idea", "Lumby", y "Wings Over Manhattan" con la formación de Charlie Barnet. Con su propia banda tuvo un sencillo de éxito, "Charmaine", y lanzó el álbum Sorta-May.

## Primeros años
Nacido en Pittsburgh, Pensilvania, empezó a tocar la tuba en la banda de la high school." A los 17 años de edad May empezó a tocar con la Orquesta Polaco-Americana de Gene Olsen. Tras actuar con unas pocas bandas locales, May oyó al grupo de Charlie Barnet actuando en la radio. May se dirigió al líder de banda y le pidió poder hacer arreglos para su formación, con lo cual entre 1938 y 1940 escribió y tocó la trompeta para la big band de Charlie Barnet. Su arreglo de la composición de Ray Noble "Cherokee" llegó a ser uno de los grandes éxitos de la era del swing. Durante su época con Barnet, May reveló su capacidad para la sátira componiendo junto con Barnet "The Wrong Idea", ridiculizando el soso estilo "Mickey Mouse" de las grandes big bands, y específicamente al líder de banda Sammy Kaye. 
En 1940 Glenn Miller contrató a May. May trabajó como arreglista de los grupos de Glenn Miller y Les Brown antes de pasar a trabajar como primer arreglista de la cadena radiofónica NBC y de la compañía discográfica Capitol Records.

## Período con Capitol Records
En Capitol, May escribió arreglos para primeros artistas como Frank Sinatra en los discos Come Fly with Me, Come Dance with Me! y Come Swing With Me; Nat King Cole en Just One Of Those Things y Let's Face the Music!, así como en numerosos singles; Stan Freberg, con quien colaboró largo tiempo; Peggy Lee en el álbum Pretty Eyes; Sue Raney en su segundo álbum, Songs for a Raney Day; Vic Damone en The Lively Ones y Strange Enchantment; Jeri Southern en Jeri Southern Meets Cole Porter; Keely Smith en Politely y en un sencillo, "Nothing In Common"/"How Are Ya Fixed For Love?", con un dúo con Sinatra; Bobby Darin en el álbum Oh! Look at Me Now; Nancy Wilson en Like In Love, Something Wonderful, Tender Loving Care, Nancy - Naturally! y varios temas de los discos Just For Now y Lush Life; Matt Monro en varias canciones de los álbumes Invitation to the Movies, Invitation to Broadway, y These Years; Bing Crosby y Rosemary Clooney en los discos That Travelin' Two-Beat y Fancy Meeting You Here; y Sir George Shearing en Satin Affair y Burnished Brass.
Además, la orquesta de May intervino en muchos proyectos infantiles de Capitol Records. También trabajó en los primeros años cincuenta con el satírico Stan Freberg. En el número de Freberg Wun'erful, Wun'erful!, una parodia del líder de banda Lawrence Welk, May trabajó con algunos de los mejores músicos de jazz de Hollywood en las sesiones de grabación, consiguiendo una recreación perfecta del sonido de Welk.
May también compuso y dirigió la música de la serie humorística radiofónica de Freberg en la CBS, que emitió un total de 15 capítulos en 1957.
En 1959 May ganó el Premio Grammy, y en 1988 entró a formar parte del Salón de la Fama de las Big Band y el Jazz. 

## Otros sellos discográficos
Para Rca Records, May arregló el disco de Crosby y Clooney titulado Fancy Meeting You Here, editado antes de grabar para Capitol.
Otros de los trabajos de May ajenos a Capitol fueron los siguientes: un nuevo álbum de Bing Crosby en dúo, esta vez con Louis Armstrong, titulado Bing & Satchmo; un disco de Bobby Darin con Johnny Mercer, Two Of A Kind; el sexto disco de la serie de Ella Fitzgerald The Complete Ella Fitzgerald Songbooks, editado para Verve Records, Ella Fitzgerald Sings the Harold Arlen Songbook; el disco de Anita O'Day basado en la música de Richard Rodgers y Lorenz Hart titulado Anita O'Day and Billy May Swing Rodgers and Hart; el álbum de Mel Tormé de estilo latino ¡Olé Tormé!: Mel Tormé Goes South of the Border with Billy May; el álbum de Jack Jones Shall We Dance? y el de Petula Clark In Hollywood; una sesión con Sarah Vaughan para Roulette Records en 1960, a fin de grabar el sencillo The Green Leaves of Summer y otros tres temas; y dos discos más con Keely Smith, grabados con casi 40 años de diferencia – CheroKeely Swings (1962Y y Keely Sings Sinatra (2001), uno de los últimos trabajos de May.
Tras dejar Sinatra el sello 
Capitol para organizar su propia discográfica, Reprise Records, May siguió haciéndole arreglos, durante casi treinta años más, participando en los álbumes Sinatra Swings, Francis A. & Edward K. (con Duke Ellington) y Trilogy: Past Present Future, así como en la última grabación en solitario de Sinatra, "Cry Me a River" (1988). Además, May fue la elección natural para arreglar el dúo de Sinatra con Sammy Davis Jr. Me And My Shadow, el cual fue un éxito en 1962. También colaboró en la serie de discos de Sinatra "Reprise Musical Repertory Theatre", dedicados a obras de teatro musical, siendo las mismas South Pacific, Kiss Me, Kate y Guys and Dolls.
Finalmente, en 1958 May hizo los arreglos para un disco navideño de Warner Bros. Records interpretado por los Jimmy Joyce Singers y titulado A Christmas to Remember.

## Trabajo televisivo y cinematográfico
Entre las composiciones de May para la televisión se incluye "Somewhere in the Night," tema musical de la serie Naked City (1960), y su arreglo de estilo jazz de la pieza de Nikolái Rimsky-Kórsakov El vuelo del moscardón, que fue tema musical de otra serie, The Green Hornet (1966), y en el cual puede escucharse tocando la trompeta a Al Hirt. May también compuso el tema de Batgirl, utilizado en Batman (1966) cuando el personaje de Batgirl se añadió al reparto en 1967. Junto con Nelson Riddle, igualmente colaboró en capítulos de Naked City (1960), Batman (1966), The Green Hornet (1966), y Emergency! (1972). En el medio cinematográfico, May compuso la banda sonora de la película del Rat Pack Sergeants 3 (1962).
Billy May falleció en 2004 en San Juan Capistrano (California), a causa de un ataque al corazón. 

## Composiciones de Billy May
Entre las composiciones de Billy May figuran "Long Tall Mama" y "Measure For Measure" (grabadas con la Orquesta de Glenn Miller), "Boom Shot" (escrita con Glenn Miller para la banda sonora del film de 1942 de Twentieth Century Fox Orchestra Wives), "Harlem Chapel Bells" (interpretada con la Orquesta de Glenn Miller el 2 de abril de 1941 y emitida en el programa radiofónico de la CBS Chesterfield Moonlight Serenade), "Lean Baby", "Fat Man Boogie", "Ping Pong", "Jooms Jones", "Gabby Goose", "Lumby", "Daisy Mae" y "Friday Afternoon" (con Hal McIntyre), "Miles Behind", "The Wrong Idea" (con Charlie Barnet), "Wings Over Manhattan", "Filet of Soul", "Mayhem", "Gin and Tonic", y "Solving the Riddle". De todas sus composiciones, su mayor éxito fue la canción infantil "I Tawt I Taw A Puddy Tat", que grabó con Mel Blanc en 1950.